# Contrafactum
Contrafactum (du latin médiéval contrafacere, « feindre », « simuler » ; pl. : contrafacta ; allemand : counterfeit), contrafacture. En musique vocale, désigne le procédé de composition qui substitue le texte original par un autre, sans changer notablement la musique. Par exemple un texte profane à la place d'un texte sacré ou vice versa.
Le mot contrafacture est rarement utilisé, au profit de Contrafactum ou contrafacta et parfois de « chansons contrefaites » par exemple.

## Avant 1450
La technique du contrafactum se pratique chez les troubadours et les trouvères du XIIe et XIIIe siècle qui adaptent de nouveaux poèmes sur d'anciennes mélodies. Agmina milicie de Philippe le Chancelier, apparaît avec les textes Quant froidure et L’autr’er cuidai. 
L'expression Contrafactum n'est pas utilisée dans la théorie de la musique médiévale. Les textes emploient parfois le terme "contre". Ainsi, une annotation sur le poème religieux Flours ne glais (R.192) attribué à Gautier de Coincy précise : « un lais de Nostre Dame contre le Lai Markiol » indiquant sa source mélodique, le Lai Markiol , un lai d'amour en langue occitane. La locution super cantilenam ("sur le chant de...") est également employée.
Dans le domaine liturgique, la première rencontre connue du procédé, apparaît pour un chant grégorien datée du IXe siècle. Un plain-chant peut être réutilisé lors de l'établissement d'une nouvelle fête. C'est le cas de nombre d'hymnes ou de séquences, Alléluia, antiphonæ (en français : antiennes)... qui sont des contrafacta. 
La première utilisation du terme contrafactum, au sens moderne, se trouve dans le manuscrit allemand de Pfullingen (XVe siècle), où elle se limite à l'adaptation des textes de mélodies profanes pour un usage sacré. On retrouve ce procédé dans le Llivre Vermell catalan. La Missa lusorum (« messe des joueurs ») du Codex Buranus (les Carmina Burana médiévales), étant une parodie ironique en sens inverse.
La contrefacture peut être aussi une traduction. Certains motets du XIIIe siècle survivent avec un texte latin et un texte français. Dans les sources allemandes on retrouve le même principe. Oswald de Wolkenstein, créer de nouveaux textes profanes en allemand sur des chansons polyphoniques françaises (comme le faisaient les Minnesinger auparavant). En Angleterre, l'hymne monodique latine Angelus ad Virginem, devient au XIVe siècle Gabriel fram evene King, dans une polyphonie.
Certaines mélodies ont joui d'une grande popularité au Moyen-Âge. Par exemple, la séquence Letabundus a inspiré d’innombrables contrafacta et la mélodie Quan vei la lauzeta de Bernard de Ventadour a été utilisé pour nombre de chansons en latin, en allemand et en français.
Johannes Ciconia (v. 1370-1412) réutilise la musique de Aler m'en veus, un virelai en français, pour le transformer en un motet latin sur O Beatum incendium.

## Après 1450
Dans la seconde partie du XVIe siècle, le terme contrafacta semble désigner le remplacement d'un texte profane, par un texte sacré plus « vertueux ». Le cas inverse étant très rare.
Certaines pièces de circonstance, composées pour des occasions spécifiques se trouvent altérées pour de nouvelles circonstances : par exemple le Quis dabit oculis de Costanzo Festa, lamentation sur la mort d'Anne de Bretagne (1514), est transformé par Ludwig Senfl en pièce funéraire pour l'empereur Maximilien Ier († 1519) par la substitution de quelques mots.
Les contrafacta sont particulièrement prisées dans les laudi spirituali italiens du XVe au XVIIe siècle. L'importante collection contenue dans le Libro primo delle laudi spirituali (Venise 1563) de Giovanni Razzi, contient de la musique tirée de chansons de carnaval du temps de Laurent de Médicis. D'autres adaptent souvent des rondeaux portant à l'origine des textes français.
Pendant la Réforme, des textes de chorals ont été adaptés sur des mélodies existantes. Le Psautier de Genève contient des mélodies de chansons populaires et les chorals luthériens dérive leur musique de mélodies sacrées et de chants populaires, par exemple le Innsbruck d'Heinrich Isaac, devient O Welt ich muss dich lassen. 
La Réforme catholique emploie parfois le même procédé : Te Deum laudamus est transformé en Te Lutherum damnamus (Maistre Jhan).
En Angleterre, tout au long du XVIe siècle et au début du XVIIe siècle, des motets latins sont anglicisés pour les rendre appropriés aux anthems.
Au début du XVIIe siècle en Italie, Claudio Monteverdi transforme son Lamento d'Arianna en Il pianto della Madonna, et il en est ainsi d'autres madrigaux spiritualisés par Aquilino Coppini, qui choisissait les textes latins avec soin pour les faire correspondre aux effets musicaux qui épousent le texte original.
Le terme employé au XVIe siècle était « travestissement », aux XVIIe et XVIIIe siècles, le procédé de Contrafactum se confond peu à peu avec la parodie,. Mais difficile de distinguer le contrafactum des transformations plus profondes apparaissant dans l'opéra-comique, la cantate religieuse et les oratorios qui vont au-delà du simple changement de paroles, dont les auto-parodies de Bach (Messe en si mineur) et Haendel sont peut-être les exemples les plus notables.
Les contrafacta ont pratiquement disparu au XIXe siècle dans la musique classique, ne subsistant que par l'ajout de textes à une musique connue, comme c'est le cas du Das Lied der Deutschen, hymne patriotique datant de 1841 dont les paroles furent ajoutées à un morceau de Joseph Haydn composé vers 1797. En revanche, dans la musique populaire, la technique de substitution d'un nouveau texte sur une chanson ancienne s'est largement développée dès le XVIe siècle, et prend le nom de "composition sur timbre".

## Auxxesiècle
Aujourd'hui, le contrafactum s'oppose pour sa diffusion, directement à la notion de droit d'auteur, mais est pratiqué et connu notamment sous le terme de retexting. 
En Jazz, avec les premiers feux du Bebop (dans les années 1940), lorsque les pratiques d'improvisations sur des mélodies connues se développaient, une recréation du vieux principe musical se met en place. En effet, devant l'impossibilité d'enregistrer et de publier des disques de ces prestations, les musiciens ont créé de nouvelles mélodies sur les grilles d'accords originelles. En 1975, le musicologue James Patrick, reprend le terme contrafacts pour désigner ces transformations, permettant de contourner habilement le Copyright.

## Œuvres modernes
- Charles Wuorinen, Contrafactum pour orchestre (1969)
- Bernard Hughes, Partita Contrafacta pour piano (2022) pour Matthew Mills

## Musicologie
Le terme est utilisé par Karl Hennig (1909) et largement employé dans les travaux de Friedrich Gennrich (1918).
Le procédé semble s'enraciner et perdurer dans la musique traditionnelle pour chanter différents textes avec la même mélodie. Dans les musiques non tempérées, le Maqâm et le râga, par certains aspects offrent des analogies avec ce procédé de construction.

### Articles
- (en) R. Falck, « Parodie and Contrafactum: a Terminological Clarification », MQ, LXV (1979), p. 1–21
- (en) S.W. Kenney, « Contrafacta in the Works of Walter Frye », JAMS, VIII (1955), p. 182–202
- (en) J.W. Hill, « Handel’s Retexting as a Test of His Conception of Connections Between Music, Text, and Drama », Göttinger Händel-Beiträge, III (1989), p. 284–292
- (en) P. Macey, « Some New Contrafacta for Canti Carnascialeschi and Laude in Late Quattrocento Florence », La Musica a Firenze al tempo di Lorenzo il Magnifico (Florence 1992), éd. P. Gargiulo (Florence, 1993), p. 143–166
- (en) Charles O Hartman, « Contrafactum: Career of a tune », The Yale Review, vol. 95, no 4,‎ octobre 2007, p. 21–38 (ISSN 0044-0124, OCLC 5153654986, lire en ligne)
- Christophe Georis, « Contrafactum et oraison mystique », dans L. Isebaert, A. Smeesters (éds), Poésie latine à haute voix (1500-1700). Études réunies. Turnhout,  Brepols, 2013, p. 159–186
- Christophe Georis, « Le premier recueil de contrafacta d’Aquilino Coppini (1607) : intertextualités et contextualité », Il Saggiatore musicale, Anno XXI, 2014, no 2, p. 205–245

### Encyclopédies
- Jackie Ratsietison, « Contrafacture », dans Marc Vignal, Dictionnaire de la musique, Paris, Larousse, 2005, 1516 p. (ISBN 2-03-505545-8, OCLC 896013420, lire en ligne), p. 253.
- (en) Robert Falck et Martin Pocker, « Contrafactum  », dans Grove Music Online, Oxford University Press, 2001.
- Nigel Wilkins, « Contrafactum », dans Françoise Ferrand (dir.), Guide de la Musique du Moyen âge, Paris, Fayard, coll. « Les Indispensables de la Musique », 1999, 850 p. (ISBN 2-213-03063-4, OCLC 300177982, BNF 37097426), « Contrafactum », p. 446-447.
- Peter Gammond et Denis Arnold (dir.) (trad. de l'anglais par Marie-Stella Pâris, Adaptation française par Alain Pâris), Dictionnaire encyclopédique de la musique : Université d'Oxford [« The New Oxford Companion to Music »], t. II : A à K, Paris, Éditions Robert Laffont, coll. « Bouquins », 1991 (1re éd. 1988), 1171 p. (ISBN 2-221-05654-X, OCLC 19339606, BNF 36632390), p. 500-501.